# Fair Haven (Vermont)
Fair Haven ist eine Town im Rutland County des Bundesstaates Vermont in den Vereinigten Staaten mit 2736 Einwohnern (laut Volkszählung von 2020).

## Geografie

### Geografische Lage
Die Ortschaft liegt in der Ebene südlich des Lake Champlains und östlich des Hudson River. Die Landschaft ist weitgehend flach, erwähnenswerte Erhebungen sind nicht vorhanden. Der Castleton River durchfließt die Ortschaft von Ost nach West.

### Nachbargemeinden
Alle Entfernungen sind als Luftlinien zwischen den offiziellen Koordinaten der Orte aus der Volkszählung 2010 angegeben.
- Norden: Benson, 5,5 km
- Nordosten: Hubbardton, 10,8 km
- Osten: Castleton, 10,3 km
- Südosten: Poultney, 8,3 km
- Süden: Hampton, New York, 4,1 km
- Südwesten: Whitehall, New York, 14,1 km
- Westen: West Haven, 11,3 km

Hinweis: Zwischen Fair Haven und Hubbardton besteht keine gemeinsame Grenze; die Orte liegen aber so dicht beieinander, dass die Aufnahme in diese Liste sinnvoll ist.

### Klima
Die mittlere Durchschnittstemperatur in New Haven liegt zwischen −6,7 °C (20 °Fahrenheit) im Januar und 22,2 °C (72 °Fahrenheit) im Juli. Damit ist der Ort gegenüber dem langjährigen Mittel Vermonts um etwa 2 Grad kühler. Die Schneefälle zwischen Oktober und Mai liegen mit mehr als zwei Metern deutlich höher als die mittlere Schneehöhe in den USA, die tägliche Sonnenscheindauer liegt am unteren Rand des Wertespektrums der USA, zwischen September und Dezember sogar deutlich darunter.

## Geschichte
Das Gebiet des heutigen Fair Haven war gemeinsam mit dem Areal des heutigen West Haven während der Landverkäufe im Rahmen der New Hampshire Grants unberücksichtigt gelassen worden, nachdem es bereits Teil eines von der damaligen Kolonie New York ausgehenden Grants war. Die restlichen Ödflächen wurden – nach der Erklärung der Eigenständigkeit Vermonts von New York – durch die Legislative der Vermont Republic zum Verkauf angeboten (Vermont Charter). Der Verkauf erfolgte am 27. Oktober 1779 an eine Gruppe von insgesamt 49 Personen um Captain Ebenezer Allen.  Unter den Käufern finden sich so prominente Namen wie der Gouverneur Thomas Chittenden, dessen Frau Elisabeth, Ira Allen sowie die Politiker Samuel Herrick und Matthew Lyon. Die ursprüngliche Town wurde allerdings am 20. Oktober 1792 geteilt, wodurch der westliche Teil der Town als West Haven verwaltungstechnisch selbständig wurde. Allerdings mussten die beiden Towns einen gemeinsamen Vertreter für den Kongress von Vermont stellen; erst 1823 wurde beiden Towns ein eigener Vertreter zugestanden.
Die Besiedlung begann 1783; im selben Jahr erfolgte die konstituierende Stadtversammlung; Matthew Lyon war nicht nur einer der ersten Siedler, sondern errichtete auch die ersten Mühlen; bis 1796 hatte er nicht nur Sägewerke und Getreidemühlen in seinem Besitz, sondern auch eine Druckerei, die er mit Papier aus eigenen Papiermühlen betrieb. Die meisten Neusiedler stammten aus Connecticut und Massachusetts. Da die umliegenden Towns bereits in den Grundzügen entwickelt waren, konnte die Entwicklung der Bevölkerungszahlen und der Industrie rascher als in der Umgebung voranschreiten, gefördert durch die Lage zwischen den beiden lokalen Zentren Rutland und Whitehall. Doch New Haven wurde auch von den Katastrophen, denen die umliegenden Towns unterlagen, nicht verschont: Die Masern-Epidemie von 1812/1813 forderte, wie in vielen Towns der weiten Umgebung, viele Todesopfer unter den Siedlern. 1822 ging die Dysenterie um, wieder mit sehr vielen Toten. Es entstand eine leichte Abwanderungsbewegung aus der Town.
Mit der Eröffnung der Bahnstrecke Whitehall–Rutland am 1. November 1850 und der Einrichtung einer Bahnstation wurden New Haven zusätzliche Absatzmärkte erschlossen. Ein neuer Industriezweig konnte nun entstehen: Der Schieferabbau. Südöstlich der Hauptsiedlung entstanden mehrere große Schiefer-Steinbrüche, deren Kapazitäten bis in die heutige Zeit nicht erschöpft sind und die weiterhin abgebaut werden. Der Schiefer wurde in den umliegenden Bundesstaaten, besonders in New York, verkauft.
Die Einrichtung eines Ausstellungsgeländes in West Rutland und die touristische Erschließung eines Seengebietes jenseits der Grenze zur benachbarten Town Castleton führten in den 1880er Jahren mit der Straßenbahn Rutland zu einer zusätzlichen Anbindung Fair Havens an das östlich gelegene lokale Zentrum Rutland. Neben der Schieferindustrie entwickelte sich nun auch der Tourismus zu einem wirtschaftlichen Standbein der Ortschaft. Am Ortsrand entstand eine große Grünfläche für Veranstaltungen, die von Häusern im viktorianischen Stil umbaut wurde, die bis heute existieren und die auch heute einen touristischen Anreiz darstellen.

### Religionen
Der erste fest engagierte Prediger wurde am 12. Januar 1807 von der 1803 eingerichteten kongregationalistischen Gemeinde angestellt, gefolgt von Baptisten und Methodisten.
In Fair Haven halten heute vier religiöse Gruppen Gottesdienste ab: eine kongregationalistische, ebenso eine der United Church of Christ. Zudem sind eine methodistische Glaubensgemeinschaft und mit der Gemeinde Our Lady of Seven Dolors auch eine römisch-katholische Kirche im Ort niedergelassen.

### Einwohnerentwicklung
| Volkszählungsergebnisse – Town of Fair Haven, Vermont | Volkszählungsergebnisse – Town of Fair Haven, Vermont | Volkszählungsergebnisse – Town of Fair Haven, Vermont | Volkszählungsergebnisse – Town of Fair Haven, Vermont | Volkszählungsergebnisse – Town of Fair Haven, Vermont | Volkszählungsergebnisse – Town of Fair Haven, Vermont | Volkszählungsergebnisse – Town of Fair Haven, Vermont | Volkszählungsergebnisse – Town of Fair Haven, Vermont | Volkszählungsergebnisse – Town of Fair Haven, Vermont | Volkszählungsergebnisse – Town of Fair Haven, Vermont | Volkszählungsergebnisse – Town of Fair Haven, Vermont |
| Jahr                                                  | 1700                                                  | 1710                                                  | 1720                                                  | 1730                                                  | 1740                                                  | 1750                                                  | 1760                                                  | 1770                                                  | 1780                                                  | 1790                                                  |
| ----------------------------------------------------- | ----------------------------------------------------- | ----------------------------------------------------- | ----------------------------------------------------- | ----------------------------------------------------- | ----------------------------------------------------- | ----------------------------------------------------- | ----------------------------------------------------- | ----------------------------------------------------- | ----------------------------------------------------- | ----------------------------------------------------- |
| Einwohner                                             |                                                       |                                                       |                                                       |                                                       |                                                       |                                                       |                                                       |                                                       |                                                       | 545                                                   |
| Jahr                                                  | 1800                                                  | 1810                                                  | 1820                                                  | 1830                                                  | 1840                                                  | 1850                                                  | 1860                                                  | 1870                                                  | 1880                                                  | 1890                                                  |
| Einwohner                                             | 411                                                   | 645                                                   | 714                                                   | 675                                                   | 633                                                   | 902                                                   | 1.378                                                 | 2.208                                                 | 2.211                                                 | 2.791                                                 |
| Jahr                                                  | 1900                                                  | 1910                                                  | 1920                                                  | 1930                                                  | 1940                                                  | 1950                                                  | 1960                                                  | 1970                                                  | 1980                                                  | 1990                                                  |
| Einwohner                                             | 2.999                                                 | 3.095                                                 | 2.540                                                 | 2.614                                                 | 2.245                                                 | 2.286                                                 | 2.378                                                 | 2.777                                                 | 2.819                                                 | 2.887                                                 |
| Jahr                                                  | 2000                                                  | 2010                                                  | 2020                                                  | 2030                                                  | 2040                                                  | 2050                                                  | 2060                                                  | 2070                                                  | 2080                                                  | 2090                                                  |
| Einwohner                                             | 2.928                                                 | 2.734                                                 | 2.736                                                 |                                                       |                                                       |                                                       |                                                       |                                                       |                                                       |                                                       |

## Wirtschaft und Infrastruktur

### Verkehr
Der Ort ist an alle wichtigen Verkehrsmittel Vermonts angeschlossen: Der U.S. Highway 4 verbindet Fair Hafen mit Whitehall im Osten und Rutland im Osten, die Vermont State Route 22A mit Orwell im Norden und Poultney im Süden. Zusätzlich ist der Ort mit einer Station an der Bahnstrecke Whitehall–Rutland sowie einem eigenen öffentlichen Flughafen, dem Fair Haven Municipal Airport, ausgestattet.

### Öffentliche Einrichtungen
Neben den üblichen städtischen Einrichtungen und der Bibliothek sind in Fair Haven eine Grund- und eine Highschool angesiedelt. Das nächstgelegene Krankenhaus ist das Rutland Regional Medical Center in Rutland City.

### Bildung
Fair Haven gehört mit Benson, Castleton und Orwell zur Addison-Rutland Supervisory Union.
In Fair Haven sind eine achtzügige Grundschule, die Fair Haven Grade School, sowie eine Highschool mit den Klassenstufen 9 bis 12, die Fair Haven Union High School. Das nächstgelegene College findet sich im benachbarten Castleton, die nächstgelegene Universität in Rutland.

## Persönlichkeiten

### Söhne und Töchter der Stadt
- Chittenden Lyon (1787–1842), Politiker und Vertreter des Bundesstaates Kentucky im US-Repräsentantenhaus
- John A. Mead (1841–1920), Politiker und Gouverneur Vermonts
- Benjamin Williams (1876–1957), Politiker und Vizegouverneur von Vermont
- Thomas L. Hayes (1926–1987), Politiker, Richter am obersten Gerichtshofes von Vermont und Vizegouverneur Vermonts

### Persönlichkeiten, die vor Ort gewirkt haben
- Matthew Lyon (1749–1822), Politiker und Vertreter Vermonts und Kentuckys im US-Repräsentantenhaus; einer der Gründer der Stadt
- James Witherell (1759–1838), Politiker und Vertreter Vermonts im US-Repräsentantenhaus; Arzt in New Haven
- William C. Kittredge (1800–1869), Politiker und Vizegouverneur Vermonts; Anwalt in New Haven